# 楽山焼 (愛媛県)
楽山焼（らくざんやき）は愛媛県松山市で焼かれる陶器である。そして三代目藩主であった松平定長が「あな寒しかくれ家いそげ霜の蟹」と興じたことに甚く感銘を受け、それに因んで蟹の紋様を入れるようになったといわれる。今日でもこの蟹の紋様が楽山焼最大の特徴であり、激流に棲む蟹の勇壮さが引き立つ。
なお、松江藩の御用窯であった楽山焼とは全く関係ない。